# Рудник Пуна/Віл-Х'юз
Рудник Пуна/Віл-Х'юз (Poona/Wheal Hughes) — колишній гірничодобувний майданчик на півдні Австралії.
У 1865 році під час прокладання колії від рудника Мунта до порту та мідеплавильного заводу Валлару натрапили на мідне зруднення родовища Пуна. У другій половині того ж десятиліття тут з допомогою кількох шахт видобули невеликий обсяг руди.
Трохи південніше від Пуна в 1866-му почали розробку ще одного дрібного мідного родовища Віл-Х'юз, де за допомогою трьох неглибоких шахт вилучили так само невеликий обсяг руди. Роботи тривали до другої половини 1870-х і припинились на тлі падіння світових цін на мідь.
В наші часи після додаткової розвідки родовища були відпрацьовані за допомогою двох кар'єрів:
- на Пуна роботи велись з 1988 по 1992 роки, при цьому вилучили 188 тисяч тонн руди з середнім вмістом міді 4,76 % (та 1,45 грама золота на тонну);
- розробка Віл-Х'юз тривала з 1990 по 1994 роки та призвела до вилучення 288 тисяч тонн руди з середнім вмістом міді 3,5 % (та 0,67 грама золота на тонну);
Загальний видобуток з Пуна та Віл-Х'юз під час їх розробки наприкінці XX століття досягнув 19 тисяч тонн міді та 423 кілограми золота.